# Niels Larsen
Niels Hansen Ditlev Larsen (Horsens, 21 novembre 1889 – Otterup, 15 novembre 1969) è stato un tiratore a segno danese.

## Carriera
Ha vinto cinque medaglie olimpiche nel tiro a segno.
In particolare ha conquistato una medaglia d'oro alle Olimpiadi di Anversa 1920 nella specialità carabina militare in piedi 300m a squadre, una medaglia d'argento nella stessa edizione dei giochi nella carabina libera individuale, una medaglia di bronzo alle Olimpiadi di Stoccolma 1912 nella carabina libera individuale, un'altra medaglia di bronzo nella stessa edizione nella gara di carabina libera a squadre e infine una medaglia di bronzo alle Olimpiadi di Parigi 1924 nella specialità fucile a terra individuale.